# Estrela de Bessèges de 2019
A 49.ª edição da competição ciclista Estrela de Bessèges foi uma carreira de ciclismo de estrada por etapas que se celebrou entre 7 e 10 de fevereiro em França, com início no município de Bellegarde e final no município de Beaucaire sobre um percurso de 484,7 quilómetros.
A carreira fez parte do UCI Europe Tour de 2019 dentro da categoria UCI 2.1. O vencedor final foi o francês Christophe Laporte da Cofidis, Solutions Crédits seguido do sueco Tobias Ludvigsson da Groupama-FDJ e o belga Jimmy Janssens da Corendon-Circus.

## Equipas participantes
Tomaram parte na carreira 21 equipas: 5 de categoria UCI World Tour de 2019 convidados pela organização; 12 de categoria Profissional Continental; e 4 de categoria Continental. Formando assim um pelotão de 151 ciclistas dos que acabaram 135. As equipas participantes foram:
| Equipes WorldTeam (5)- AG2R La Mondiale - Groupama-FDJ - Lotto Soudal - Trek-Segafredo - EF Education First Equipes profissionais Continentais (12)- Vital Concept-B&B Hotels - Delko-Marseille Provence - Direct Énergie - Cofidis, Solutions Crédits - Arkéa-Samsic - Wanty-Groupe Gobert - Wallonie Bruxelles - Sport Vlaanderen-Baloise - Gazprom-RusVelo - Euskadi Basque Country-Murias - Israel Cycling Academy - Corendon-Circus Equipes Continentais (5)- Saint Michel-Auber 93 - Natura4Ever-Roubaix Lille Métropole - Amore & Vita-Prodir - Sovac - Team Colpack |
| |

## Percorrido
A Estrela de Bessèges dispôs de quatro etapas para um percurso total de 484,7 quilómetros.
| Etapa | Data    | Percurso                                | type                      | Distância (km) | Vencedor           | Líder geral        |
| ----- | ------- | --------------------------------------- | ------------------------- | -------------- | ------------------ | ------------------ |
| 1     | 7 fev.  | Bellegarde – Beaucaire                  | etapa plana               | 162            | Bryan Coquard      | Bryan Coquard      |
| 2     | 8 fev.  | Saint-Geniès-de-Malgoirès – La Calmette | etapa plana               | 154            | Christophe Laporte | Christophe Laporte |
| 3     | 9 fev.  | Bessèges – Bessèges                     | etapa escarpada           | 158            | Marc Sarreau       | Christophe Laporte |
| 4     | 10 fev. | Alès – Alès                             | contrarrelógio individual | 10,7           | Christophe Laporte | Christophe Laporte |

## Desenvolvimento da carreira

### 1ª Etapa
| \| Classificação por etapas \| Classificação por etapas \| Classificação por etapas \| Classificação por etapas \| Classificação por etapas \| \| Ciclista \| Ciclista \| Equipe \| Tempo \| \| \| ------------------------ \| ------------------------ \| ----------------------------------- \| ------------------------ \| ------------------------ \| \| 1. \| Bryan Coquard \| Vital Concept-B&B Hotels \| 3h16m42s \| \| \| 2. \| Sacha Modolo \| EF Education First \| + 0s \| \| \| 3. \| Pierre Barbier \| Natura4Ever-Roubaix Lille Métropole \| + 0s \| \| \| 4. \| Marc Sarreau \| Groupama-FDJ \| + 0s \| \| \| 5. \| Christophe Laporte \| Cofidis, Solutions Crédits \| + 0s \| \| \| 6. \| Tom Van Asbroeck \| Israel Cycling Academy \| + 0s \| \| \| 7. \| Kenny Dehaes \| Wallonie Bruxelles \| + 0s \| \| \| 8. \| Roy Jans \| Corendon-Circus \| + 0s \| \| \| 9. \| Clément Venturini \| AG2R La Mondiale \| + 0s \| \| \| 10. \| Amaury Capiot \| Sport Vlaanderen-Baloise \| + 0s \| \| |                    |                                     |          |
| |                    |                                     |          |
| Fonte: ProCyclingStats |                    |                                     |          |
| Classificação por etapas |                    |                                     |          |
| Ciclista | Ciclista           | Equipe                              | Tempo    |
| 1. | Bryan Coquard      | Vital Concept-B&B Hotels            | 3h16m42s |
| 2. | Sacha Modolo       | EF Education First                  | + 0s     |
| 3. | Pierre Barbier     | Natura4Ever-Roubaix Lille Métropole | + 0s     |
| 4. | Marc Sarreau       | Groupama-FDJ                        | + 0s     |
| 5. | Christophe Laporte | Cofidis, Solutions Crédits          | + 0s     |
| 6. | Tom Van Asbroeck   | Israel Cycling Academy              | + 0s     |
| 7. | Kenny Dehaes       | Wallonie Bruxelles                  | + 0s     |
| 8. | Roy Jans           | Corendon-Circus                     | + 0s     |
| 9. | Clément Venturini  | AG2R La Mondiale                    | + 0s     |
| 10. | Amaury Capiot      | Sport Vlaanderen-Baloise            | + 0s     |

| \| Classificação geral \| Classificação geral \| Classificação geral \| Classificação geral \| Classificação geral \| \| Ciclista \| Ciclista \| Equipe \| Tempo \| \| \| ------------------- \| ------------------- \| ----------------------------------- \| ------------------- \| ------------------- \| \| 1. \| Bryan Coquard \| Vital Concept-B&B Hotels \| 3h16m32s \| \| \| 2. \| Sacha Modolo \| EF Education First \| + 4s \| \| \| 3. \| Pierre Barbier \| Natura4Ever-Roubaix Lille Métropole \| + 6s \| \| \| 4. \| Valentin Madouas \| Groupama-FDJ \| + 7s \| \| \| 5. \| Maxime Daniel \| Arkéa-Samsic \| + 8s \| \| \| 6. \| Julien Trarieux \| Delko Marseille Provence \| + 9s \| \| \| 7. \| Marc Sarreau \| Groupama-FDJ \| + 10s \| \| \| 8. \| Christophe Laporte \| Cofidis, Solutions Crédits \| + 10s \| \| \| 9. \| Tom Van Asbroeck \| Israel Cycling Academy \| + 10s \| \| \| 10. \| Kenny Dehaes \| Wallonie Bruxelles \| + 10s \| \| |                    |                                     |          |
| |                    |                                     |          |
| Fonte: ProCyclingStats |                    |                                     |          |
| Classificação geral |                    |                                     |          |
| Ciclista | Ciclista           | Equipe                              | Tempo    |
| 1. | Bryan Coquard      | Vital Concept-B&B Hotels            | 3h16m32s |
| 2. | Sacha Modolo       | EF Education First                  | + 4s     |
| 3. | Pierre Barbier     | Natura4Ever-Roubaix Lille Métropole | + 6s     |
| 4. | Valentin Madouas   | Groupama-FDJ                        | + 7s     |
| 5. | Maxime Daniel      | Arkéa-Samsic                        | + 8s     |
| 6. | Julien Trarieux    | Delko Marseille Provence            | + 9s     |
| 7. | Marc Sarreau       | Groupama-FDJ                        | + 10s    |
| 8. | Christophe Laporte | Cofidis, Solutions Crédits          | + 10s    |
| 9. | Tom Van Asbroeck   | Israel Cycling Academy              | + 10s    |
| 10. | Kenny Dehaes       | Wallonie Bruxelles                  | + 10s    |

### 2ª Etapa
| \| Classificação por etapas \| Classificação por etapas \| Classificação por etapas \| Classificação por etapas \| Classificação por etapas \| \| Ciclista \| Ciclista \| Equipe \| Tempo \| \| \| ------------------------ \| ------------------------ \| ----------------------------------- \| ------------------------ \| ------------------------ \| \| 1. \| Christophe Laporte \| Cofidis, Solutions Crédits \| 3h30m59s \| \| \| 2. \| Clément Venturini \| AG2R La Mondiale \| + 0s \| \| \| 3. \| Enzo Wouters \| Lotto-Soudal \| + 0s \| \| \| 4. \| Niccolò Bonifazio \| Direct Énergie \| + 0s \| \| \| 5. \| Roy Jans \| Corendon-Circus \| + 0s \| \| \| 6. \| Pierre Barbier \| Natura4Ever-Roubaix Lille Métropole \| + 0s \| \| \| 7. \| Kenny Dehaes \| Wallonie Bruxelles \| + 0s \| \| \| 8. \| Bram Welten \| Arkéa-Samsic \| + 0s \| \| \| 9. \| August Jensen \| Israel Cycling Academy \| + 0s \| \| \| 10. \| Marc Sarreau \| Groupama-FDJ \| + 0s \| \| |                    |                                     |          |
| |                    |                                     |          |
| Fonte: ProCyclingStats |                    |                                     |          |
| Classificação por etapas |                    |                                     |          |
| Ciclista | Ciclista           | Equipe                              | Tempo    |
| 1. | Christophe Laporte | Cofidis, Solutions Crédits          | 3h30m59s |
| 2. | Clément Venturini  | AG2R La Mondiale                    | + 0s     |
| 3. | Enzo Wouters       | Lotto-Soudal                        | + 0s     |
| 4. | Niccolò Bonifazio  | Direct Énergie                      | + 0s     |
| 5. | Roy Jans           | Corendon-Circus                     | + 0s     |
| 6. | Pierre Barbier     | Natura4Ever-Roubaix Lille Métropole | + 0s     |
| 7. | Kenny Dehaes       | Wallonie Bruxelles                  | + 0s     |
| 8. | Bram Welten        | Arkéa-Samsic                        | + 0s     |
| 9. | August Jensen      | Israel Cycling Academy              | + 0s     |
| 10. | Marc Sarreau       | Groupama-FDJ                        | + 0s     |

| \| Classificação geral \| Classificação geral \| Classificação geral \| Classificação geral \| Classificação geral \| \| Ciclista \| Ciclista \| Equipe \| Tempo \| \| \| ------------------- \| ------------------- \| ----------------------------------- \| ------------------- \| ------------------- \| \| 1. \| Christophe Laporte \| Cofidis, Solutions Crédits \| 6h47m31s \| \| \| 2. \| Bryan Coquard \| Vital Concept-B&B Hotels \| + 0s \| \| \| 3. \| Jérôme Cousin \| Direct Énergie \| + 3s \| \| \| 4. \| Clément Venturini \| AG2R La Mondiale \| + 4s \| \| \| 5. \| Sacha Modolo \| EF Education First \| + 4s \| \| \| 6. \| Pierre Barbier \| Natura4Ever-Roubaix Lille Métropole \| + 6s \| \| \| 7. \| Enzo Wouters \| Lotto-Soudal \| + 6s \| \| \| 8. \| Amaury Capiot \| Sport Vlaanderen-Baloise \| + 6s \| \| \| 9. \| Valentin Madouas \| Groupama-FDJ \| + 7s \| \| \| 10. \| Pierre-Luc Périchon \| Cofidis, Solutions Crédits \| + 7s \| \| |                     |                                     |          |
| |                     |                                     |          |
| Fonte: ProCyclingStats |                     |                                     |          |
| Classificação geral |                     |                                     |          |
| Ciclista | Ciclista            | Equipe                              | Tempo    |
| 1. | Christophe Laporte  | Cofidis, Solutions Crédits          | 6h47m31s |
| 2. | Bryan Coquard       | Vital Concept-B&B Hotels            | + 0s     |
| 3. | Jérôme Cousin       | Direct Énergie                      | + 3s     |
| 4. | Clément Venturini   | AG2R La Mondiale                    | + 4s     |
| 5. | Sacha Modolo        | EF Education First                  | + 4s     |
| 6. | Pierre Barbier      | Natura4Ever-Roubaix Lille Métropole | + 6s     |
| 7. | Enzo Wouters        | Lotto-Soudal                        | + 6s     |
| 8. | Amaury Capiot       | Sport Vlaanderen-Baloise            | + 6s     |
| 9. | Valentin Madouas    | Groupama-FDJ                        | + 7s     |
| 10. | Pierre-Luc Périchon | Cofidis, Solutions Crédits          | + 7s     |

### 3ª Etapa
| \| Classificação por etapas \| Classificação por etapas \| Classificação por etapas \| Classificação por etapas \| Classificação por etapas \| \| Ciclista \| Ciclista \| Equipe \| Tempo \| \| \| ------------------------ \| ------------------------ \| ----------------------------- \| ------------------------ \| ------------------------ \| \| 1. \| Marc Sarreau \| Groupama-FDJ \| 3h26m31s \| \| \| 2. \| Christophe Laporte \| Cofidis, Solutions Crédits \| + 0s \| \| \| 3. \| Mikel Aristi \| Euskadi Basque Country-Murias \| + 0s \| \| \| 4. \| Niccolò Bonifazio \| Direct Énergie \| + 0s \| \| \| 5. \| Bryan Coquard \| Vital Concept-B&B Hotels \| + 0s \| \| \| 6. \| Milan Menten \| Sport Vlaanderen-Baloise \| + 0s \| \| \| 7. \| Roy Jans \| Corendon-Circus \| + 0s \| \| \| 8. \| Clément Venturini \| AG2R La Mondiale \| + 0s \| \| \| 9. \| Baptiste Planckaert \| Wallonie Bruxelles \| + 0s \| \| \| 10. \| August Jensen \| Israel Cycling Academy \| + 0s \| \| |                     |                               |          |
| |                     |                               |          |
| Fonte: ProCyclingStats |                     |                               |          |
| Classificação por etapas |                     |                               |          |
| Ciclista | Ciclista            | Equipe                        | Tempo    |
| 1. | Marc Sarreau        | Groupama-FDJ                  | 3h26m31s |
| 2. | Christophe Laporte  | Cofidis, Solutions Crédits    | + 0s     |
| 3. | Mikel Aristi        | Euskadi Basque Country-Murias | + 0s     |
| 4. | Niccolò Bonifazio   | Direct Énergie                | + 0s     |
| 5. | Bryan Coquard       | Vital Concept-B&B Hotels      | + 0s     |
| 6. | Milan Menten        | Sport Vlaanderen-Baloise      | + 0s     |
| 7. | Roy Jans            | Corendon-Circus               | + 0s     |
| 8. | Clément Venturini   | AG2R La Mondiale              | + 0s     |
| 9. | Baptiste Planckaert | Wallonie Bruxelles            | + 0s     |
| 10. | August Jensen       | Israel Cycling Academy        | + 0s     |

| \| Classificação geral \| Classificação geral \| Classificação geral \| Classificação geral \| Classificação geral \| \| Ciclista \| Ciclista \| Equipe \| Tempo \| \| \| ------------------- \| ------------------- \| ----------------------------- \| ------------------- \| ------------------- \| \| 1. \| Christophe Laporte \| Cofidis, Solutions Crédits \| 10h13m56s \| \| \| 2. \| Bryan Coquard \| Vital Concept-B&B Hotels \| + 5s \| \| \| 3. \| Marc Sarreau \| Groupama-FDJ \| + 6s \| \| \| 4. \| Jérôme Cousin \| Direct Énergie \| + 9s \| \| \| 5. \| Clément Venturini \| AG2R La Mondiale \| + 10s \| \| \| 6. \| Mikel Aristi \| Euskadi Basque Country-Murias \| + 12s \| \| \| 7. \| Amaury Capiot \| Sport Vlaanderen-Baloise \| + 12s \| \| \| 8. \| Valentin Madouas \| Groupama-FDJ \| + 13s \| \| \| 9. \| Anthony Turgis \| Direct Énergie \| + 13s \| \| \| 10. \| Yoann Paillot \| Saint Michel-Auber 93 \| + 13s \| \| |                    |                               |           |
| |                    |                               |           |
| Fonte: ProCyclingStats |                    |                               |           |
| Classificação geral |                    |                               |           |
| Ciclista | Ciclista           | Equipe                        | Tempo     |
| 1. | Christophe Laporte | Cofidis, Solutions Crédits    | 10h13m56s |
| 2. | Bryan Coquard      | Vital Concept-B&B Hotels      | + 5s      |
| 3. | Marc Sarreau       | Groupama-FDJ                  | + 6s      |
| 4. | Jérôme Cousin      | Direct Énergie                | + 9s      |
| 5. | Clément Venturini  | AG2R La Mondiale              | + 10s     |
| 6. | Mikel Aristi       | Euskadi Basque Country-Murias | + 12s     |
| 7. | Amaury Capiot      | Sport Vlaanderen-Baloise      | + 12s     |
| 8. | Valentin Madouas   | Groupama-FDJ                  | + 13s     |
| 9. | Anthony Turgis     | Direct Énergie                | + 13s     |
| 10. | Yoann Paillot      | Saint Michel-Auber 93         | + 13s     |

### 4ª Etapa
| \| Classificação por etapas \| Classificação por etapas \| Classificação por etapas \| Classificação por etapas \| Classificação por etapas \| \| Ciclista \| Ciclista \| Equipe \| Tempo \| \| \| ------------------------ \| ------------------------ \| -------------------------- \| ------------------------ \| ------------------------ \| \| 1. \| Christophe Laporte \| Cofidis, Solutions Crédits \| 15m39s \| \| \| 2. \| Tobias Ludvigsson \| Groupama-FDJ \| + 0s \| \| \| 3. \| Jimmy Janssens \| Corendon-Circus \| + 13s \| \| \| 4. \| Bauke Mollema \| Trek-Segafredo \| + 13s \| \| \| 5. \| Sep Vanmarcke \| EF Education First \| + 18s \| \| \| 6. \| Sebastian Langeveld \| EF Education First \| + 20s \| \| \| 7. \| Yoann Paillot \| Saint Michel-Auber 93 \| + 23s \| \| \| 8. \| Fabio Felline \| Trek-Segafredo \| + 30s \| \| \| 9. \| Valentin Madouas \| Groupama-FDJ \| + 30s \| \| \| 10. \| Eliot Lietaer \| Wallonie Bruxelles \| + 32s \| \| |                     |                            |        |
| |                     |                            |        |
| Fonte: ProCyclingStats |                     |                            |        |
| Classificação por etapas |                     |                            |        |
| Ciclista | Ciclista            | Equipe                     | Tempo  |
| 1. | Christophe Laporte  | Cofidis, Solutions Crédits | 15m39s |
| 2. | Tobias Ludvigsson   | Groupama-FDJ               | + 0s   |
| 3. | Jimmy Janssens      | Corendon-Circus            | + 13s  |
| 4. | Bauke Mollema       | Trek-Segafredo             | + 13s  |
| 5. | Sep Vanmarcke       | EF Education First         | + 18s  |
| 6. | Sebastian Langeveld | EF Education First         | + 20s  |
| 7. | Yoann Paillot       | Saint Michel-Auber 93      | + 23s  |
| 8. | Fabio Felline       | Trek-Segafredo             | + 30s  |
| 9. | Valentin Madouas    | Groupama-FDJ               | + 30s  |
| 10. | Eliot Lietaer       | Wallonie Bruxelles         | + 32s  |

## Classificações finais
- As classificações finalizaram da seguinte forma:[4]

### Classificação geral
| \| Classificação geral \| Classificação geral \| Classificação geral \| Classificação geral \| Classificação geral \| \| Ciclista \| Ciclista \| Equipe \| Tempo \| \| \| ------------------- \| ------------------- \| -------------------------- \| ------------------- \| ------------------- \| \| 1. \| Christophe Laporte \| Cofidis, Solutions Crédits \| 10h29m35s \| \| \| 2. \| Tobias Ludvigsson \| Groupama-FDJ \| + 16s \| \| \| 3. \| Jimmy Janssens \| Corendon-Circus \| + 29s \| \| \| 4. \| Bauke Mollema \| Trek-Segafredo \| + 29s \| \| \| 5. \| Sep Vanmarcke \| EF Education First \| + 34s \| \| \| 6. \| Yoann Paillot \| Saint Michel-Auber 93 \| + 36s \| \| \| 7. \| Sebastian Langeveld \| EF Education First \| + 36s \| \| \| 8. \| Valentin Madouas \| Groupama-FDJ \| + 43s \| \| \| 9. \| Fabio Felline \| Trek-Segafredo \| + 46s \| \| \| 10. \| Eliot Lietaer \| Wallonie Bruxelles \| + 48s \| \| \| 11. \| Jonathan Hivert \| Direct Énergie \| + 48s \| \| \| 12. \| Anthony Turgis \| Direct Énergie \| + 51s \| \| \| 13. \| Thibault Guernalec \| Arkéa-Samsic \| + 51s \| \| \| 14. \| Romain Seigle \| Groupama-FDJ \| + 51s \| \| \| 15. \| Marc Sarreau \| Groupama-FDJ \| + 53s \| \| |                     |                            |           |
| |                     |                            |           |
| Fonte: ProCyclingStats |                     |                            |           |
| Classificação geral |                     |                            |           |
| Ciclista | Ciclista            | Equipe                     | Tempo     |
| 1. | Christophe Laporte  | Cofidis, Solutions Crédits | 10h29m35s |
| 2. | Tobias Ludvigsson   | Groupama-FDJ               | + 16s     |
| 3. | Jimmy Janssens      | Corendon-Circus            | + 29s     |
| 4. | Bauke Mollema       | Trek-Segafredo             | + 29s     |
| 5. | Sep Vanmarcke       | EF Education First         | + 34s     |
| 6. | Yoann Paillot       | Saint Michel-Auber 93      | + 36s     |
| 7. | Sebastian Langeveld | EF Education First         | + 36s     |
| 8. | Valentin Madouas    | Groupama-FDJ               | + 43s     |
| 9. | Fabio Felline       | Trek-Segafredo             | + 46s     |
| 10. | Eliot Lietaer       | Wallonie Bruxelles         | + 48s     |
| 11. | Jonathan Hivert     | Direct Énergie             | + 48s     |
| 12. | Anthony Turgis      | Direct Énergie             | + 51s     |
| 13. | Thibault Guernalec  | Arkéa-Samsic               | + 51s     |
| 14. | Romain Seigle       | Groupama-FDJ               | + 51s     |
| 15. | Marc Sarreau        | Groupama-FDJ               | + 53s     |

### Classificação da montanha
| Classificação da montanha | Classificação da montanha | Classificação da montanha  | Classificação da montanha | Classificação da montanha |
| Ciclista                  | Ciclista                  | Equipe                     | Pontos                    |                           |
| ------------------------- | ------------------------- | -------------------------- | ------------------------- | ------------------------- |
| 1.                        | Edward Planckaert         | Sport Vlaanderen-Baloise   | 22 pts                    |                           |
| 2.                        | Benjamin Declercq         | Sport Vlaanderen-Baloise   | 14 pts                    |                           |
| 3.                        | Amaury Capiot             | Sport Vlaanderen-Baloise   | 12 pts                    |                           |
| 4.                        | Pierre-Luc Périchon       | Cofidis, Solutions Crédits | 8 pts                     |                           |
| 5.                        | Axel Domont               | AG2R La Mondiale           | 6 pts                     |                           |
| 6.                        | Romain Seigle             | Groupama-FDJ               | 4 pts                     |                           |
| 7.                        | Quentin Pacher            | Vital Concept-B&B Hotels   | 4 pts                     |                           |
| 8.                        | Fabio Felline             | Trek-Segafredo             | 2 pts                     |                           |
| 9.                        | Jérôme Cousin             | Direct Énergie             | 2 pts                     |                           |
| 10.                       | Romain Combaud            | Delko Marseille Provence   | 2 pts                     |                           |

### Classificação dos pontos
| Classificação por pontos | Classificação por pontos | Classificação por pontos            | Classificação por pontos | Classificação por pontos |
| Ciclista                 | Ciclista                 | Equipe                              | Pontos                   |                          |
| ------------------------ | ------------------------ | ----------------------------------- | ------------------------ | ------------------------ |
| 1.                       | Christophe Laporte       | Cofidis, Solutions Crédits          | 82 pts                   |                          |
| 2.                       | Marc Sarreau             | Groupama-FDJ                        | 45 pts                   |                          |
| 3.                       | Bryan Coquard            | Vital Concept-B&B Hotels            | 39 pts                   |                          |
| 4.                       | Clément Venturini        | AG2R La Mondiale                    | 35 pts                   |                          |
| 5.                       | Niccolò Bonifazio        | Direct Énergie                      | 33 pts                   |                          |
| 6.                       | Roy Jans                 | Corendon-Circus                     | 29 pts                   |                          |
| 7.                       | Pierre Barbier           | Natura4Ever-Roubaix Lille Métropole | 26 pts                   |                          |
| 8.                       | Sacha Modolo             | EF Education First                  | 21 pts                   |                          |
| 9.                       | Tobias Ludvigsson        | Groupama-FDJ                        | 20 pts                   |                          |
| 10.                      | Enzo Wouters             | Lotto-Soudal                        | 18 pts                   |                          |

### Classificação dos jovens
| Classificação dos jovens | Classificação dos jovens | Classificação dos jovens            | Classificação dos jovens | Classificação dos jovens |
| Ciclista                 | Ciclista                 | Equipe                              | Tempo                    |                          |
| ------------------------ | ------------------------ | ----------------------------------- | ------------------------ | ------------------------ |
| 1.                       | Valentin Madouas         | Groupama-FDJ                        | 10h30m18s                |                          |
| 2.                       | Thibault Guernalec       | Arkéa-Samsic                        | + 8s                     |                          |
| 3.                       | Tom Wirtgen              | Wallonie Bruxelles                  | + 32s                    |                          |
| 4.                       | Sean Bennett             | EF Education First                  | + 34s                    |                          |
| 5.                       | Julien Mortier           | Wallonie Bruxelles                  | + 40s                    |                          |
| 6.                       | Paolo Baccio             | Colpack                             | + 52s                    |                          |
| 7.                       | Jordi Warlop             | Sport Vlaanderen-Baloise            | + 56s                    |                          |
| 8.                       | Milan Menten             | Sport Vlaanderen-Baloise            | + 1m07s                  |                          |
| 9.                       | Alessandro Covi          | Colpack                             | + 1m19s                  |                          |
| 10.                      | Pierre Idjouadiène       | Natura4Ever-Roubaix Lille Métropole | + 2m57s                  |                          |

### Classificação por equipas
| Classificação por equipes | Classificação por equipes | Classificação por equipes | Classificação por equipes |
| Equipe                    | Equipe                    | Tempo                     |                           |
| ------------------------- | ------------------------- | ------------------------- | ------------------------- |
| 1.                        | Groupama-FDJ              | 31h30m38s                 |                           |
| 2.                        | Trek-Segafredo            | + 20s                     |                           |
| 3.                        | EF Education First        | + 30s                     |                           |
| 4.                        | Corendon-Circus           | + 56s                     |                           |
| 5.                        | Direct Énergie            | + 57s                     |                           |
| 6.                        | Vital Concept-B&B Hotels  | + 1m13s                   |                           |
| 7.                        | AG2R La Mondiale          | + 1m18s                   |                           |
| 8.                        | Wallonie Bruxelles        | + 1m21s                   |                           |
| 9.                        | Wanty-Groupe Gobert       | + 1m24s                   |                           |
| 10.                       | Saint Michel-Auber 93     | + 1m36s                   |                           |

## Evolução das classificações
| Etapa                 | Vencedor              | Classificação geral | Classificação da montanha | Classificação dos pontos | Classificação dos jovens | Classificação por equipas |
| --------------------- | --------------------- | ------------------- | ------------------------- | ------------------------ | ------------------------ | ------------------------- |
| 1.ª                   | Bryan Coquard         | Bryan Coquard       | Edward Planckaert         | Bryan Coquard            | Pierre Barbier           | Sport Vlaanderen-Baloise  |
| 2.ª                   | Christophe Laporte    | Christophe Laporte  | Amaury Capiot             | Christophe Laporte       | Pierre Barbier           | Sport Vlaanderen-Baloise  |
| 3.ª                   | Marc Sarreau          | Christophe Laporte  | Edward Planckaert         | Christophe Laporte       | Valentin Madouas         | Sport Vlaanderen-Baloise  |
| 4.ª                   | Christophe Laporte    | Christophe Laporte  | Edward Planckaert         | Christophe Laporte       | Valentin Madouas         | Groupama-FDJ              |
| Classificações finais | Classificações finais | Christophe Laporte  | Edward Planckaert         | Christophe Laporte       | Valentin Madouas         | Groupama-FDJ              |

## UCI World Ranking
A Estrela de Bessèges outorgará pontos para o UCI World Ranking para corredores das equipas nas categorias UCI World Team, Profissional Continental e Equipas Continentais. A seguinte tabela são o barómetro de pontuação e os corredores que obtiveram pontos:
| Posição             | 1.º | 2.º | 3.º | 4.º | 5.º | 6.º | 7.º | 8.º | 9.º | 10.º | 11.º | 12.º | 13.º-15.º | 16.º-25.º |
| Classificação geral | 125 | 85  | 70  | 60  | 50  | 40  | 35  | 30  | 25  | 20   | 15   | 10   | 5         | 3         |
| Por etapa           | 14  | 5   | 3   |     |     |     |     |     |     |      |      |      |           |           |
| Líder               | 3   |     |     |     |     |     |     |     |     |      |      |      |           |           |

| Classificação |                     |                            |       |       |       |       |
| Posição       | Ciclista            | Equipa                     | Geral | Etapa | Líder | Total |
| ------------- | ------------------- | -------------------------- | ----- | ----- | ----- | ----- |
| 1.º           | Christophe Laporte  | Cofidis, Solutions Crédits | 125   | 33    | 6     | 164   |
| 2.º           | Tobias Ludvigsson   | Groupama-FDJ               | 85    | 5     | -     | 90    |
| 3.º           | Jimmy Janssens      | Corendon-Circus            | 70    | 3     | -     | 73    |
| 4.º           | Bauke Mollema       | Trek-Segafredo             | 60    | -     | -     | 60    |
| 5.º           | Sep Vanmarcke       | EF Education First         | 50    | -     | -     | 50    |
| 6.º           | Yoann Paillot       | Saint Michel-Auber93       | 40    | -     | -     | 40    |
| 7.º           | Sebastian Langeveld | EF Education First         | 35    | -     | -     | 35    |
| 8.º           | Valentin Madouas    | Groupama-FDJ               | 30    | -     | -     | 30    |
| 9.º           | Fabio Felline       | Trek-Segafredo             | 25    | -     | -     | 25    |
| 10.º          | Eliot Lietaer       | Wallonie-Bruxelles         | 20    | -     | -     | 20    |